# ビランテロール
ビランテロール（Vilanterol）は、長時間作用型交感神経β2受容体作動薬(英語: ultra-long-acting β2 adrenoreceptor agonist (ultra-LABA)) の1つである。2015年現在、ビランテロールはトリフェニル酢酸との塩の形、すなわち、ビランテロールトリフェニル酢酸塩として利用されている。単剤では製剤化されておらず、配合剤として上市されており、全て、グラクソ・スミスクライン（GSK）の商品である。合成コルチコステロイド・フランカルボン酸フルチカゾンとの合剤のうち、レルベア100エリプタが気管支喘息および慢性閉塞性肺疾患（COPD）の長期管理に、レルベア200エリプタが喘息の長期管理に用いられ、長時間作用型抗コリン剤・ウメクリジニウムとの合剤（アノーロ）がCOPDの長期管理に用いられる。また、フランカルボン酸フルチカゾンおよびウメクリジニウムとの３成分配合剤の内、テリルジー100エリプタが喘息およびCOPDの長期管理に、テリルジー200エリプタが喘息の長期管理に用いられる。LABAの中では、比較的、速効性に優れているが、急性増悪時の使用は推奨されていない。